# 张八岭镇
张八岭镇，是中华人民共和国安徽省滁州市明光市下辖的一个乡镇级行政单位。

## 行政区划
张八岭镇下辖以下地区：
张八岭村、岭北村、岭西村、岭东村、岭南村、关山村、嘉山村、普贤村、柴郢村、尹集村、白米山场部社区、白米山农场三分场村和白米山农场四分场村。